# Szeliniak świerkowiec
Szeliniak świerkowiec, szeliniak mniejszy (Hylobius pinastri) – gatunek chrząszcza z rodziny ryjkowcowatych.

## Zasięg występowania
Europa i Azja. W Europie notowany w Austrii, Chorwacji, Czechach, Danii, Estonii, Finlandii, we Francji, w Holandii (wątpliwy), na Łotwie, w Niemczech, Norwegii, Polsce, płn. Rosji, na Słowacji, w Szwajcarii, Szwecji, na Węgrzech oraz we Włoszech. Poza tym występuje we wsch. Palearktyce przez Syberię po Mongolię.
W Polsce występuje niezbyt pospolicie w całym kraju na nizinach i w niższych położeniach górskich. Lokalnie liczny.

## Budowa ciała
Osiąga 6-9 mm długości.
Ubarwienie ciała czarnobrązowe, zazwyczaj z czerwonym odcieniem. Na pokrywach nieregularne, poprzeczne prążki z pomarańczowych włosków. Nogi czerwonobrązowe.

## Biologia i ekologia

### Tryb życia i biotop
Zamieszkuje lasy iglaste i mieszane. Aktywny od kwietnia do września.

### Odżywianie
Żeruje na sośnie zwyczajnej, rzadziej na świerku pospolitym. Imago zjadają korę, czasem uszkadzając kambium, sporadycznie jedzą również igły. Larwy początkowo żerują w łyku, później wgryzają się w biel.

### Rozród
Cykl rozwojowy jest podobny do szeliniaka sosnowca.